# Mirosławiec
Mirosławiec (Duits: Märkisch Friedland, voor 1946 in het Pools: Frydląd Marchijski) is een stad in het Poolse woiwodschap West-Pommeren, gelegen in het district Wałcz. De oppervlakte bedraagt 2,13 km², het inwonertal 2665 (2005).
Voor juni 1945 behoorde de stad tot het Duitse Rijk, behorende tot de Rijksprovincie Grensmark Posen-West-Pruisen. De Conferentie van Potsdam wees dit gebied tezamen met geheel Achter-Pommeren toe aan de nieuwe Poolse Volksrepubliek. De gehele Duitse bevolking werd in 1946 gedeporteerd naar het westen met verlies van alle achterblijvende goederen; een gedeelte van de Duitse stadsbevolking kwam bij wraakmaatregelen van de communistische autoriteiten om het leven.
Na de verdrijving van de Duitsers, werden de huizen en boerderijen door de Poolse communistische regering in Warschau aan geëvacueerd West-Oekraïners en Poolse kolonisten toegewezen. Ook werden in de van Duitsers gezuiverde regio legerbases opgericht.
Op woensdag 23 januari 2008 gebeurde nabij de militaire landingsbaan in de bossen van de stad een ernstige vliegtuigramp.